# 濁水溪公社
濁水溪公社（英語：Loh Tsui Kweh Commune，白話字：Lô-chúi-khoe Kong-siā），簡稱LTK或LTKC，是成立於1989年的台灣樂團，曾活躍於台灣的獨立音樂界，2020年解散。歌詞主要描寫社會的亂象、失業和職場的困境、社會運動的感懷、以及抒發性慾的挫折和衝動等，並關注社會基層民眾的生活。音樂則結合了硬蕊、龐克、噪音、草根、民謠、那卡西等元素，他們稱呼自己走的音樂路線為台客。

## 組成團員
2020年解散時的濁水溪公社成員分別是：
- 柯仁堅（小柯）：主唱兼吉他手（現為國稅局公務員）
- 蘇玠（蛋）：鍵盤手
- 江力平：貝斯手
- 陳俊安：吉他手
- 黃迺懿：鼓手

其它成員：
- 蔡海恩（左派）：前吉他手（現任白米炸彈主唱兼吉他手）
- 張國璽：前吉他手（現任脫拉庫主唱兼吉他手、中華航空副機師）
- 徐千秀（秀秀）：前吉他手
- 陳俊熾：前貝斯手（原1976貝斯手）
- 劉柏利：前貝斯手
- 張明章：前主唱
- 游志偉（阿偉）：前鼓手
- 應蔚民（小應）：前鼓手（前夾子電動大樂隊主唱、現任夾子太硬了主唱）
- 郭佩宜：前貝斯手（現中央研究院民族學研究所副研究員）
- 但唐謨：前貝斯手（影評人）
- 陳彥奇：前貝斯手（攝影師，原「Mojo」、「100%百分百」樂團貝斯手）
- 任柏璋（Robert）：前鼓手（原「100%百分百」、現「929」樂團鼓手）

## 樂團歷史
最早是由蔡海恩（左派）、張明章、應蔚民（小應）三位師大附中學生為了畢業生感恩之夜上台表演而組成樂團「霹靂鳥四號」，當時他們惡搞性質為大。後來上了大學後，加入了同是台灣大學的學生柯仁堅（小柯）之後，樂團雛形才較為完整；而樂團名稱則正式為「濁水溪公社」。
濁水溪公社成員在台大積極參與讀書會並介入政治運動，並創辦小報《苦悶報》，但因為文章過於大膽顛覆而遭致校方查禁。左派和小柯其實並不怎麼會彈奏樂器，樂團的第一個表演是在台大視聽教育館視聽小劇場舉辦，但是以混亂收場。他們的表演也不斷刺激當時保守的校園環境，穢詞、噴灑滅火器、燃放炮竹、砸碎物品，以視覺暴動失控為表演原則，甚至在台北國際後工業藝術祭上用優酪乳施以灌腸、並燒毀台上樂器。
樂團成員左派、小柯和其他台大學生因為涉入1992年2月26日凌晨台大第一學生活動中心一樓火災，以及撿拾墓地屍骨以作裝置藝術觸犯《中華民國刑法》第十八章「褻瀆祀典及侵害墳墓屍體罪」，而遭到台大校方開除。後來兩人重考，分別考進台大物理系和法律系。
第一張專輯《肛門樂慾期作品輯》在1995年發行，但歌曲仍只停留在粗糙技術，主要是歌詞內容充滿社運、政治議題；一直到1999年《台客的復仇》，技術、風格開始大放異彩，其中一曲〈農村出事情〉至今仍是社運場合常聽見的歌曲。後來濁水溪公社團員來來去去，只剩下小柯仍是創始團員；但是濁水溪公社依然在獨立音樂圈活躍，且持續介入社會運動場合，不論是人權、反核、反大型開發案、政治等議題。創團初期，他們曾經表示：
|  | 我們永遠與同性戀者、吸毒者、變性者、精神分裂者、殘障者、智障者、發黴的麵包、有皮膚病的狗、挨媽媽打拿不到零用錢的小孩、工人、農人、窮人、64歲還看不到《少年快報》的老人、戀糞者、戀吻者等社會底層的弱勢，站在同一處默默凝聚！ |

2001年5月，濁水溪公社要去地下社會表演前，團長左派無預警離團。
2010年9月4日於台北市士林區三腳渡擺渡口舉行「濁水溪公社20週年演唱會 七俠五義之A閤發水陸大法會」。
2012年5月4日，於台北Legacy演出「台灣搖滾記事：唱一首故鄉的歌」系列活動演出時，主唱柯仁堅發表了後稱為「20週年宣言」的宣示：
|  | 濁水溪公社走過了二十年，越來越多的人能夠理解我們的理念。我們的歌都五音不全，沒有人在意。我們想表達的，從過去我們一直主張，我們是唯一在台上、在歌曲當中一直主張台灣獨立。我們主張基於台灣這塊土地的台客搖滾精神：我們主張色情業、A片合法化，我們主張大麻、安非他命合法化。我們是唯一公開支持酒井法子，全世界只有我們聲援她。今天，我在這裡我要再主張一件事情：釋放阿扁（陳水扁），把阿扁放出來！ |

2016年9月26日，其濁團經典作品"農村出代誌"也被饒舌歌手顏冠希JY取樣，創作"農村無代誌"饒舌歌曲，柯仁堅也有現身拍攝MV，扮演黑社會老大一角。
2018年5月29日，主唱柯仁堅於參加由馬世芳主持的原住民族廣播電台節目《耳朵借我》時，宣布濁水溪公社將於2020年（成立30週年）解散。
2019年，濁水溪公社發行最後一張專輯《裝潢》。2020年，濁水溪公社解散。

## 作品

### 專輯
- 1995年：《肛門樂慾期作品輯》（友善的狗）
- 1999年：《台客的復仇》（喜樂音唱片）
- 2001年：《臭死了》（水晶唱片）
- 2005年：《天涯棄逃人》（角頭音樂）
- 2008年：《藍寶石》（喜瑪拉雅音樂）
- 2010年：《20年特別企畫：熱門勁歌》（喜瑪拉雅音樂）
- 2012年：《鬼島社會檔案》（有料音樂）
- 2014年：《鄉土．人民．勃魯斯》（禾廣娛樂）
- 2017年：《亞洲衝擊》（禾廣娛樂）
- 2019年：《裝潢》（禾廣娛樂）

### 合輯
- 1993年：《愛死亞洲第一輯》-收錄曲目《愛拼才會贏+爛芭樂》（波麗佳音）
- 1997年：《赤聲搖滾SCUM》-收錄曲目《加味人蔘姑嫂丸》（馬汀大夫鞋）
- 2001年：《崩代紀事壹》（水晶音樂）
- 2006年：《硬地到底》-收錄曲目《寶島風情畫》（台灣音樂文化國際交流協會）
- 2008年：《吳晟詩與歌》-收錄曲目《雨季》（風和日麗）
- 2009年：《FREE BURMA-獻給被拘禁中的自由》-收錄曲目《緬甸秘戰》（迦鎷文化）
- 2010年：《OPEN TAIPEI》-收錄曲目《出外人》（喜瑪拉雅）
- 2013年：《不核作 - 臺灣獨立音樂反核輯》-收錄舊曲目《車諾比的最後死者》（綠色公民行動聯盟）

### 其他
- 1996年：《南國再見，南國》- 電影原聲帶（侯孝賢電影社製作、魔岩發行）
- 1997年：參與電影《給逃亡者的恰恰》演出，導演王財祥
- 2000年：《反中國併吞現場專輯》- 收錄聖界現場演出（佛銳唱片）
- 2001年：《1997春天吶喊LIVE 2001 REMIX》（LTK+Olala! Music發行，經蔡海恩本人證實，本專輯未獲濁水溪公社授權）
- 2001年：《爛頭殼》- 影像紀錄片（水晶音樂）- 陳德政和毛致新拍攝
- 2005年：《新生活》- 哥吉拉：最後戰役中文主題曲
- 2005年：《向濁水溪吐臭》- 致敬合輯（迦鎷文化音樂）
- 2006年：《NO PAIN NO GAIN》- 日本LEGONIC TRAP樂團+濁水溪小柯（迦鎷文化音樂）
- 2008年：《逆轉‧勝》- 單曲（大港唱片製作、小白兔橘子發行）-濁水溪小柯參與逆轉歌錄音演唱
- 2020年：小柯參與電影《同學麥娜絲》音樂製作，劇中出現多首濁水溪公社插曲，甚至片尾導演也特別向該團致敬、並以該團歌曲〈卡通手槍〉作完結

### 音樂錄影帶
- 1999年：《沾到黑油的肉鯽仔》- 導演：關文勝
- 2005年：《歡喜渡慈航》- 導演：陳奕仁
- 2008年：《晚安台灣》- 導演：雷立、大個
- 2008年：《無解》- 導演：李文智、鶴田
- 2010年：《情人看刀》- 導演：Paul Kemp＆Gareth Murfin
- 2012年：《鬼扮仙》- 製作：羞恥工業
- 2014年：《農友們團結一致》- 製作：願景工作室
- 2015年：《南榕的遺言》- 導演：鄭文堂

## 殊榮

### 提名
- 2006年，獲得第17屆金曲獎最佳樂團獎提名（《天涯棄逃人》/濁水溪公社）
- 2010年，獲得第1屆金音創作獎最佳搖滾專輯獎提名（《藍寶石》）、最佳樂手獎提名（蘇玠亘(蛋)/濁水溪公社/合成器）
- 2011年，獲得第2屆金音創作獎最佳現場演出獎提名（濁水溪公社／〈濁水溪公社20週年演唱會『七俠五義之A閤發水陸大法會』〉／台北市劍潭三腳渡擺渡口2010/9/4）
- 2013年，獲得第4屆金音創作獎最佳搖滾單曲獎提名（〈看到黑影就開槍〉／《鬼島社會檔案》／濁水溪公社）
- 2015年，獲得第6屆金音創作獎最佳專輯獎提名（《鄉土‧人民‧勃魯斯》／濁水溪公社）、最佳樂團獎提名（《鄉土‧人民‧勃魯斯》／濁水溪公社）、最佳樂手獎提名（《江力平／《鄉土‧人民‧勃魯斯》／貝斯手）、最佳搖滾專輯獎提名（《鄉土‧人民‧勃魯斯》／濁水溪公社）、最佳搖滾單曲獎提名（〈留在台西鄉賺錢〉／《鄉土‧人民‧勃魯斯》／濁水溪公社）、最佳風格類型單曲獎提名（〈中壇元帥〉／《鄉土‧人民‧勃魯斯》／濁水溪公社）
- 2018年，獲得第9屆金音創作獎最佳搖滾專輯獎提名（《亞洲衝擊》／濁水溪公社）
- 2020年，獲得第31屆金曲獎最佳台語專輯獎暨年度專輯獎提名（《裝潢》/濁水溪公社）

### 得獎
- 2013年，獲得金音創作獎（第四屆）最佳搖滾單曲獎（〈看到黑影就開槍〉／《鬼島社會檔案》／濁水溪公社）
- 2015年，獲得金音創作獎（第六屆）最佳專輯獎（《鄉土‧人民‧勃魯斯》／濁水溪公社）
- 2015年，獲得金音創作獎（第六屆）最佳樂團獎（《鄉土‧人民‧勃魯斯》／濁水溪公社）
- 2015年，獲得金音創作獎（第六屆）評審團獎（《鄉土‧人民‧勃魯斯》／濁水溪公社）
- 2020年，獲得第31屆金曲獎最佳台語專輯獎（《裝潢》/濁水溪公社）

## 外部連結
- 濁水溪公社官網 （页面存档备份，存于）
- 濁水溪公社臉書 （页面存档备份，存于）
- 與濁水溪公社一席過於嚴肅的訪談 （页面存档备份，存于）
- 台客搖滾正港始祖：濁水溪公社 (張世倫)[永久]
- 濁水溪公社（LTK）音樂評介（2008/09/22連結失效）https://web.archive.org/web/20040803183617/http://vm.rdb.nthu.edu.tw/mallok/AvZone/content.asp?post_serial=427 webarchive的快照（snapshoot）]
- jeph:音謀筆記：從【爛頭殼】看濁水溪公社 （页面存档备份，存于）
- 陳珊妮熱血音樂對談錄‏:濁水溪公社 （页面存档备份，存于）
- 《同學麥娜絲》演員集體合唱　濁水溪公社六年級神曲〈漏電的插頭〉